# Liste der Metropolen, Regional-, Ober- und Mittelzentren in Bayern
Die Liste der Metropolen, Regional-, Ober- und Mittelzentren in Bayern listet alle Metropolen, Regionalzentren, Oberzentren und Mittelzentren (einschließlich Mittelzentren mit oberzentralen Teilfunktionen) in Bayern auf. Grundlage ist das bayerische Landesentwicklungsprogramm. Die Stufen „Metropole“ und „Regionalzentrum“ wurden zum 21. Februar 2018 eingeführt und existieren bisher von allen deutschen Bundesländern nur in Bayern.
Die Einträge sind alphabetisch sortiert. Bei Einträgen mit Schrägstrich handelt es sich um Mehrfachzentren.

## Metropolen
| Zentrum                                 | Einwohner | Landkreis         | Regierungsbezirk |
| --------------------------------------- | --------- | ----------------- | ---------------- |
| Augsburg                                | 301.105   | Kreisfreie Stadt  | Schwaben         |
| München                                 | 1.505.005 | Kreisfreie Stadt  | Oberbayern       |
| Nürnberg / Fürth / Erlangen / Schwabach | 818.307   | Kreisfreie Städte | Mittelfranken    |

## Regionalzentren
| Zentrum    | Einwohner | Landkreis        | Regierungsbezirk |
| ---------- | --------- | ---------------- | ---------------- |
| Ingolstadt | 141.185   | Kreisfreie Stadt | Oberbayern       |
| Regensburg | 151.389   | Kreisfreie Stadt | Oberpfalz        |
| Würzburg   | 133.258   | Kreisfreie Stadt | Unterfranken     |

## Oberzentren
| Zentrum                                   | Einwohner       | Landkreis                     | Regierungsbezirk |
| ----------------------------------------- | --------------- | ----------------------------- | ---------------- |
| Altötting / Neuötting / Burghausen        | 41.728          | Altötting                     | Oberbayern       |
| Amberg                                    | 42.676          | Kreisfreie Stadt              | Oberpfalz        |
| Ansbach                                   | 42.311          | Kreisfreie Stadt              | Mittelfranken    |
| Aschaffenburg                             | 72.918          | Kreisfreie Stadt              | Unterfranken     |
| Bad Kissingen / Bad Neustadt an der Saale | 38.965          | Bad Kissingen / Rhön-Grabfeld | Unterfranken     |
| Bad Reichenhall / Freilassing             | 37.123          | Berchtesgadener Land          | Oberbayern       |
| Bamberg                                   | 80.580          | Kreisfreie Stadt              | Oberfranken      |
| Bayreuth                                  | 74.907          | Kreisfreie Stadt              | Oberfranken      |
| Cham                                      | 17.593          | Cham                          | Oberpfalz        |
| Coburg                                    | 42.139          | Kreisfreie Stadt              | Oberfranken      |
| Deggendorf / Plattling                    | 49.027          | Deggendorf                    | Niederbayern     |
| Dillingen an der Donau / Lauingen (Donau) | 31.515          | Dillingen an der Donau        | Schwaben         |
| Dingolfing                                | 20.927          | Dingolfing-Landau             | Niederbayern     |
| Donauwörth                                | 20.108          | Donau-Ries                    | Schwaben         |
| Erding                                    | 37.169          | Erding                        | Oberbayern       |
| Forchheim                                 | 33.610          | Forchheim                     | Oberfranken      |
| Freising                                  | 49.939          | Freising                      | Oberbayern       |
| Garmisch-Partenkirchen                    | 27.509          | Garmisch-Partenkirchen        | Oberbayern       |
| Günzburg / Leipheim                       | 29.526          | Günzburg                      | Schwaben         |
| Hof                                       | 46.963          | Kreisfreie Stadt              | Oberfranken      |
| Kaufbeuren                                | 46.386          | Kreisfreie Stadt              | Schwaben         |
| Kempten (Allgäu)                          | 70.713          | Kreisfreie Stadt              | Schwaben         |
| Kulmbach                                  | 26.052          | Kulmbach                      | Oberfranken      |
| Landshut                                  | 75.272          | Kreisfreie Stadt              | Niederbayern     |
| Lindau (Bodensee) / (Bregenz)             | 26.155 +29.643  | Lindau (Bodensee)             | Schwaben         |
| Marktredwitz / Wunsiedel                  | 26.548          | Wunsiedel im Fichtelgebirge   | Oberfranken      |
| Memmingen                                 | 46.178          | Kreisfreie Stadt              | Schwaben         |
| Mühldorf am Inn / Waldkraiburg            | 46.464          | Mühldorf am Inn               | Oberbayern       |
| Neu-Ulm / (Ulm)                           | 61.780 +128.928 | Neu-Ulm                       | Schwaben         |
| Neumarkt in der Oberpfalz                 | 41.255          | Neumarkt in der Oberpfalz     | Oberpfalz        |
| Nördlingen                                | 21.053          | Donau-Ries                    | Schwaben         |
| Passau                                    | 54.401          | Kreisfreie Stadt              | Niederbayern     |
| Rosenheim                                 | 65.192          | Kreisfreie Stadt              | Oberbayern       |
| Schweinfurt                               | 55.067          | Kreisfreie Stadt              | Unterfranken     |
| Selb / (Aš)                               | 14.727 +12.804  | Wunsiedel im Fichtelgebirge   | Oberfranken      |
| Sonthofen / Immenstadt im Allgäu          | 36.657          | Oberallgäu                    | Schwaben         |
| Straubing                                 | 49.775          | Kreisfreie Stadt              | Niederbayern     |
| Traunstein                                | 21.551          | Traunstein                    | Oberbayern       |
| Waldsassen / (Cheb)                       | 6.666 +31.954   | Tirschenreuth                 | Oberpfalz        |
| Weiden in der Oberpfalz                   | 43.188          | Kreisfreie Stadt              | Oberpfalz        |
| Weilheim in Oberbayern                    | 23.378          | Weilheim-Schongau             | Oberbayern       |

## Mittelzentren
| Zentrum                                                      | Landkreis                           | Regierungsbezirk |
| ------------------------------------------------------------ | ----------------------------------- | ---------------- |
| Abensberg / Neustadt an der Donau                            | Kelheim                             | Niederbayern     |
| Aichach                                                      | Aichach-Friedberg                   | Schwaben         |
| Altdorf bei Nürnberg                                         | Nürnberger Land                     | Mittelfranken    |
| Alzenau                                                      | Aschaffenburg                       | Unterfranken     |
| Bad Aibling                                                  | Rosenheim                           | Oberbayern       |
| Bad Brückenau                                                | Bad Kissingen                       | Unterfranken     |
| Bad Königshofen im Grabfeld                                  | Rhön-Grabfeld                       | Unterfranken     |
| Bad Kötzting                                                 | Cham                                | Oberpfalz        |
| Bad Tölz                                                     | Bad Tölz-Wolfratshausen             | Oberbayern       |
| Bad Windsheim                                                | Neustadt an der Aisch-Bad Windsheim | Mittelfranken    |
| Bad Wörishofen                                               | Unterallgäu                         | Schwaben         |
| Beilngries                                                   | Eichstätt                           | Oberbayern       |
| Berchtesgaden                                                | Berchtesgadener Land                | Oberbayern       |
| Bogen                                                        | Straubing-Bogen                     | Niederbayern     |
| Buchloe                                                      | Ostallgäu                           | Schwaben         |
| Burgau                                                       | Günzburg                            | Schwaben         |
| Burgebrach                                                   | Bamberg                             | Oberfranken      |
| Burgkunstadt / Altenkunstadt / Weismain                      | Lichtenfels                         | Oberfranken      |
| Burglengenfeld / Maxhütte-Haidhof / Teublitz                 | Schwandorf                          | Oberpfalz        |
| Dachau                                                       | Dachau                              | Oberbayern       |
| Dinkelsbühl                                                  | Ansbach                             | Mittelfranken    |
| Dorfen / Taufkirchen (Vils)                                  | Erding                              | Oberbayern       |
| Ebermannstadt                                                | Forchheim                           | Oberfranken      |
| Ebern                                                        | Haßberge                            | Unterfranken     |
| Ebersberg / Grafing bei München                              | Ebersberg                           | Oberbayern       |
| Eggenfelden                                                  | Rottal-Inn                          | Niederbayern     |
| Eichstätt                                                    | Eichstätt                           | Oberbayern       |
| Erbendorf / Windischeschenbach                               | Tirschenreuth / Neustadt a. d. WN   | Oberpfalz        |
| Eschenbach in der Oberpfalz / Grafenwöhr / Pressath          | Neustadt an der Waldnaab            | Oberpfalz        |
| Feuchtwangen                                                 | Ansbach                             | Mittelfranken    |
| Freilassing                                                  | Berchtesgadener Land                | Oberbayern       |
| Freyung                                                      | Freyung-Grafenau                    | Niederbayern     |
| Friedberg                                                    | Aichach-Friedberg                   | Schwaben         |
| Fürstenfeldbruck                                             | Fürstenfeldbruck                    | Oberbayern       |
| Furth im Wald / (Domažlice)                                  | Cham                                | Oberpfalz        |
| Füssen                                                       | Ostallgäu                           | Schwaben         |
| Gemünden am Main                                             | Main-Spessart                       | Unterfranken     |
| Germering                                                    | Fürstenfeldbruck                    | Oberbayern       |
| Gerolzhofen                                                  | Schweinfurt                         | Unterfranken     |
| Gersthofen / Langweid am Lech                                | Augsburg                            | Schwaben         |
| Goldbach / Hösbach                                           | Aschaffenburg                       | Unterfranken     |
| Grafenau                                                     | Freyung-Grafenau                    | Niederbayern     |
| Gunzenhausen                                                 | Weißenburg-Gunzenhausen             | Mittelfranken    |
| Hammelburg                                                   | Bad Kissingen                       | Unterfranken     |
| Haßfurt                                                      | Haßberge                            | Unterfranken     |
| Hauzenberg / Waldkirchen                                     | Passau / Freyung-Grafenau           | Niederbayern     |
| Helmbrechts                                                  | Hof                                 | Oberfranken      |
| Hersbruck                                                    | Nürnberger Land                     | Mittelfranken    |
| Herzogenaurach                                               | Erlangen-Höchstadt                  | Mittelfranken    |
| Hilpoltstein                                                 | Roth                                | Mittelfranken    |
| Höchstadt a. d. Aisch                                        | Erlangen-Höchstadt                  | Mittelfranken    |
| Hollfeld                                                     | Bayreuth                            | Oberfranken      |
| Holzkirchen                                                  | Miesbach                            | Oberbayern       |
| Ichenhausen                                                  | Günzburg                            | Schwaben         |
| Illertissen                                                  | Neu-Ulm                             | Schwaben         |
| Karlstadt                                                    | Main-Spessart                       | Unterfranken     |
| Kelheim                                                      | Kelheim                             | Niederbayern     |
| Kemnath                                                      | Tirschenreuth                       | Oberpfalz        |
| Kitzingen                                                    | Kitzingen                           | Unterfranken     |
| Kronach                                                      | Kronach                             | Oberfranken      |
| Krumbach (Schwaben)                                          | Günzburg                            | Schwaben         |
| Landau an der Isar                                           | Dingolfing-Landau                   | Niederbayern     |
| Landsberg                                                    | Landsberg                           | Oberbayern       |
| Lauf an der Pegnitz                                          | Nürnberger Land                     | Mittelfranken    |
| Laufen                                                       | Berchtesgadener Land                | Oberbayern       |
| Lichtenfels                                                  | Lichtenfels                         | Oberfranken      |
| Lindenberg im Allgäu                                         | Lindau (Bodensee)                   | Schwaben         |
| Ludwigsstadt                                                 | Kronach                             | Oberfranken      |
| Lohr am Main                                                 | Main-Spessart                       | Unterfranken     |
| Mainburg                                                     | Kelheim                             | Niederbayern     |
| Mallersdorf-Pfaffenberg                                      | Straubing-Bogen                     | Niederbayern     |
| Marktheidenfeld                                              | Main-Spessart                       | Unterfranken     |
| Marktoberdorf                                                | Ostallgäu                           | Schwaben         |
| Markt Schwaben                                               | Ebersberg                           | Oberbayern       |
| Meitingen                                                    | Augsburg                            | Schwaben         |
| Mellrichstadt                                                | Rhön-Grabfeld                       | Unterfranken     |
| Miesbach / Hausham                                           | Miesbach                            | Oberbayern       |
| Miltenberg                                                   | Miltenberg                          | Unterfranken     |
| Mindelheim                                                   | Unterallgäu                         | Schwaben         |
| Moosburg                                                     | Freising                            | Oberbayern       |
| Münchberg                                                    | Hof                                 | Oberfranken      |
| Murnau am Staffelsee                                         | Garmisch-Partenkirchen              | Oberbayern       |
| Nabburg                                                      | Schwandorf                          | Oberpfalz        |
| Naila                                                        | Hof                                 | Oberfranken      |
| Neuburg an der Donau                                         | Neuburg-Schrobenhausen              | Oberbayern       |
| Neuendettelsau / Heilsbronn / Windsbach                      | Ansbach                             | Mittelfranken    |
| Neufahrn bei Freising / Eching                               | Freising                            | Oberbayern       |
| Neunburg vorm Wald                                           | Schwandorf                          | Oberpfalz        |
| Neuhaus am Inn / (Schärding)                                 | Passau                              | Niederbayern     |
| Neustadt an der Aisch                                        | Neustadt an der Aisch-Bad Windsheim | Mittelfranken    |
| Neustadt bei Coburg                                          | Coburg                              | Oberfranken      |
| Neustadt an der Waldnaab                                     | Neustadt an der Waldnaab            | Oberpfalz        |
| Neutraubling                                                 | Regensburg                          | Oberpfalz        |
| Obernburg am Main / Elsenfeld / Erlenbach am Main            | Miltenberg                          | Unterfranken     |
| Oberstdorf                                                   | Oberallgäu                          | Schwaben         |
| Oberviechtach                                                | Schwandorf                          | Oberpfalz        |
| Ochsenfurt                                                   | Würzburg                            | Unterfranken     |
| Osterhofen                                                   | Deggendorf                          | Niederbayern     |
| Parsberg                                                     | Neumarkt in der Oberpfalz           | Oberpfalz        |
| Pegnitz                                                      | Bayreuth                            | Oberfranken      |
| Peißenberg                                                   | Weilheim-Schongau                   | Oberbayern       |
| Penzberg                                                     | Weilheim-Schongau                   | Oberbayern       |
| Pfaffenhofen an der Ilm                                      | Pfaffenhofen an der Ilm             | Oberbayern       |
| Pfarrkirchen                                                 | Rottal-Inn                          | Niederbayern     |
| Pocking / Ruhstorf an der Rott                               | Passau                              | Niederbayern     |
| Prien am Chiemsee                                            | Rosenheim                           | Oberbayern       |
| Rain                                                         | Donau-Ries                          | Schwaben         |
| Regen / Zwiesel                                              | Regen                               | Niederbayern     |
| Regenstauf                                                   | Regensburg                          | Oberpfalz        |
| Rehau                                                        | Hof                                 | Oberfranken      |
| Roding                                                       | Cham                                | Oberpfalz        |
| Rödental                                                     | Coburg                              | Oberfranken      |
| Roth                                                         | Roth                                | Mittelfranken    |
| Rothenburg ob der Tauber                                     | Ansbach                             | Mittelfranken    |
| Rottenburg an der Laaber                                     | Landshut                            | Niederbayern     |
| Schongau / Peiting                                           | Weilheim-Schongau                   | Oberbayern       |
| Schrobenhausen                                               | Neuburg-Schrobenhausen              | Oberbayern       |
| Schwabmünchen                                                | Augsburg                            | Schwaben         |
| Schwandorf                                                   | Schwandorf                          | Oberpfalz        |
| Senden / Vöhringen                                           | Neu-Ulm                             | Schwaben         |
| Simbach am Inn / (Braunau am Inn)                            | Rottal-Inn                          | Niederbayern     |
| Starnberg                                                    | Starnberg                           | Oberbayern       |
| Sulzbach-Rosenberg                                           | Amberg-Sulzbach                     | Oberpfalz        |
| Tegernsee / Rottach-Egern / Bad Wiessee / Gmund am Tegernsee | Miesbach                            | Oberbayern       |
| Tirschenreuth                                                | Tirschenreuth                       | Oberpfalz        |
| Tittling                                                     | Passau                              | Niederbayern     |
| Traunreut / Trostberg                                        | Traunstein                          | Oberbayern       |
| Treuchtlingen                                                | Weißenburg-Gunzenhausen             | Mittelfranken    |
| Uffenheim                                                    | Neustadt an der Aisch-Bad Windsheim | Mittelfranken    |
| Viechtach                                                    | Regen                               | Niederbayern     |
| Vilsbiburg                                                   | Landshut                            | Niederbayern     |
| Vilshofen an der Donau                                       | Passau                              | Niederbayern     |
| Vohenstrauß                                                  | Neustadt an der Waldnaab            | Oberpfalz        |
| Volkach                                                      | Kitzingen                           | Unterfranken     |
| Waldkraiburg                                                 | Mühldorf am Inn                     | Oberbayern       |
| Waldmünchen                                                  | Cham                                | Oberpfalz        |
| Wasserburg am Inn                                            | Rosenheim                           | Oberbayern       |
| Weißenburg in Bayern                                         | Weißenburg-Gunzenhausen             | Mittelfranken    |
| Weißenhorn                                                   | Neu-Ulm                             | Schwaben         |
| Wendelstein / Feucht / Schwarzenbruck                        | Roth, Nürnberger Land               | Mittelfranken    |
| Wertingen                                                    | Dillingen an der Donau              | Schwaben         |
| Wolfratshausen / Geretsried                                  | Bad Tölz-Wolfratshausen             | Oberbayern       |

## Belege
- Verordnung über das Landesentwicklungsprogramm Bayern (LEP) vom 22. August 2013 (GVBl. S. 550, BayRS 230-1-5-W), die durch Verordnung vom 21. Februar 2018 (GVBl. S. 55) geändert worden ist. Bayerische Staatsregierung, 21. Februar 2018, abgerufen am 25. Juli 2019 (Bayerische Gesetze online).